# 急性喉頭蓋炎
急性喉頭蓋炎（きゅうせい・こうとうがいえん、英: acute epiglottitis）は、喉頭蓋の細菌感染による上気道疾患である。重症例では急速に進行し、予期せぬ窒息を来たすことがある。なお、単に喉頭蓋炎と言った場合もほとんどはこの急性喉頭蓋炎を指す。感冒との鑑別が困難なことが多い。

## 疫学
小児（2 - 5歳程度）に多いが成人例も散見される。細菌感染が主である。インフルエンザ菌b(Hib)による症例が多く、次いで肺炎球菌、溶連菌がみられる。
欧米諸国ではHibワクチンのため、小児のインフルエンザ菌による髄膜炎・喉頭蓋炎は減少している。ワクチンの効果を失った成人患者の割合が増加している。

## 症状
- 咽頭痛(sore throat)[6]
- 嚥下痛(odynophagia, swallowing pain)[6]
- 嚥下困難
- 流涎(りゅうぜん・涎を垂れ流すこと)
- 発熱(fever)
- 構語障害 (dysphonia)
- 吸気性喘鳴 (stridor)
- 呼吸困難(dyspnea): 窒息にいたることもある[7]
- 嗄声(hoarse): いわゆる「しゃがれ声」「ハスキーボイス」
- 含み声: muffled voice[6]とも呼ばれる、マフラーを巻いたような声[8]。hot potato voice という口腔に何かを含んでいるような声もみられる。

## 検査
- 頸部側面X線写真: 気道と喉頭蓋、頸部軟部組織の形態を評価する。X線写真上で肥大した喉頭蓋は「thumb sign」と呼ばれる。
  - 喉頭蓋の腫脹(Thumb sign)は感度 100%、特異度 89.2%[9]
  - 喉頭蓋谷の消失(Vallecula sign)は感度 98.2%、特異度 99.5%[10]
  - クループとの鑑別のため頸部正面X線写真も参考となる。

|        | Thumb sign | Vallecula sign | Thumb sign + Vallecula sign |
| ------ | ---------- | -------------- | --------------------------- |
| 感度   | 66.7 %     | 71.4 %         | 81.0 %                      |
| 特異度 | 94.0 %     | 88.1 %         | 85.7 %                      |

- 喉頭鏡
  - 腫脹した喉頭蓋を直接視認できる。また重症例では治療としての気管内挿管を続けて施行できる。
- CT 
  - 咽後膿瘍や扁桃周囲膿瘍などの除外診断に用いられる。窒息の恐れがあるような緊急時には施行されない。

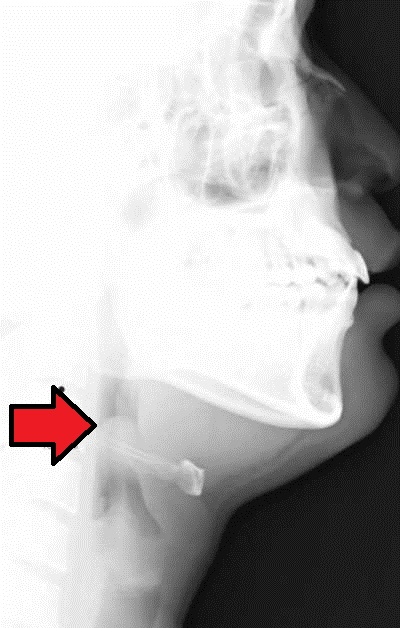
thumb sign を呈した側面X線写真。Thumb sign, Vallecula sign が認められる。
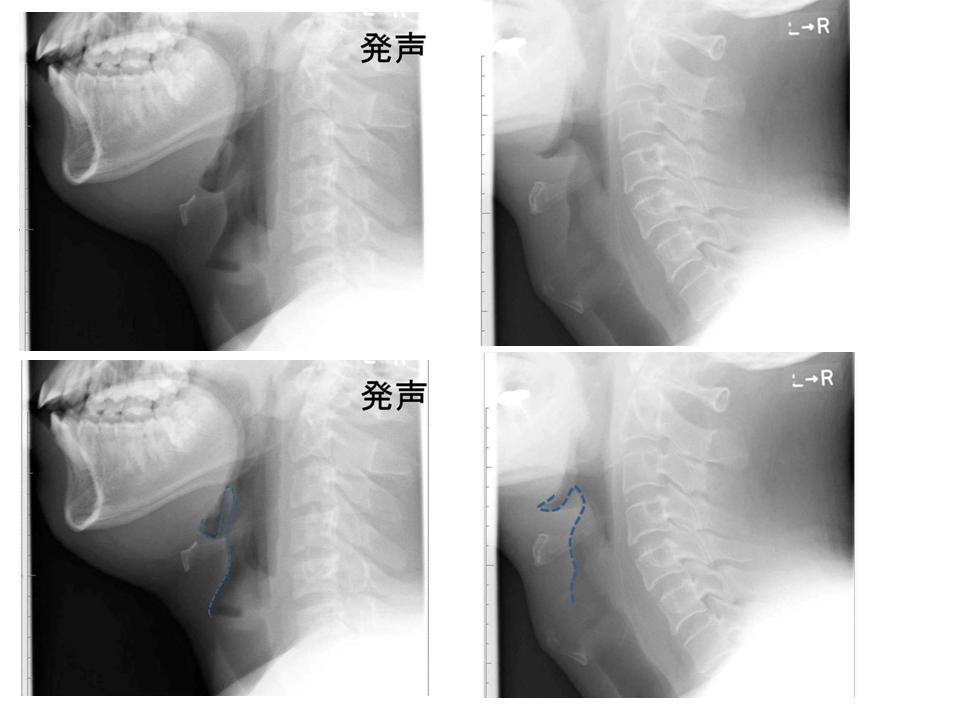
左列は上：正常喉頭蓋と下：シェーマ。右列は上：喉頭蓋炎症例、右下は同シェーマ。青点線で喉頭蓋を示す。右列はThumb sign, Vallecula sign ともに陽性。
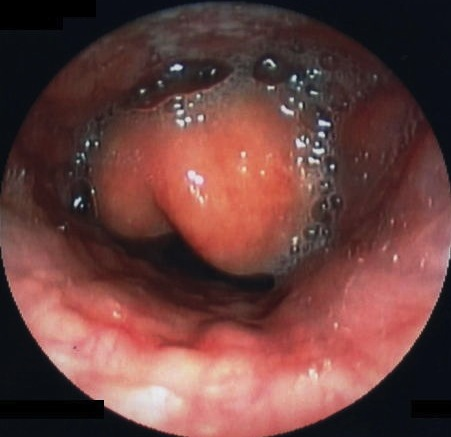
急性喉頭蓋炎の内視鏡像。
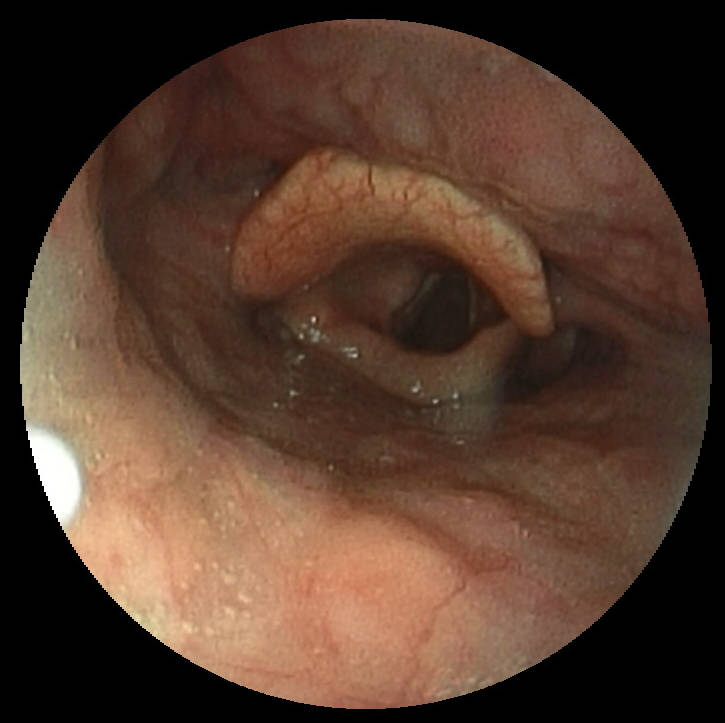
正常な喉頭蓋の内視鏡像。

## 治療
- 抗生物質の投与。嚥下困難があるため、経静脈投与が主体となる。
  - インフルエンザ菌bは、現在BLNARなどの耐性菌が増えている。生命にかかわる事態では、抗生物質が効かないことは許されないため、当初より第三世代セフェム系(ロセフィンなど)やニューキノロン系抗菌剤(クラビット注など)が投与される。
- 喉頭蓋の腫脹がひどい時には、経静脈的にステロイドを投与し、浮腫を軽快させ気道を広げる治療も行われる。
  - 気道管理を要する喉頭蓋炎入院患者3757例を対象に、全身性コルチコステロイド（systemic corticosteroid; SCS）治療と転帰改善の関連を後ろ向きコホート試験で検討したところ、1986例が入院後2日以内にSCS治療を受けていた。主要評価項目に定めたあらゆる原因による30日院内死亡率は、全体が1.9％、SCS治療実施群が0.9％、対照のSCS治療非実施群が3.1％だった（加重オッズ比0.28、95％CI 0.11-0.70、加重リスク差－2.2％）[12]。
- 病勢によっては気管内挿管や緊急気管切開が行われることもある。着手が遅れると、死亡したり[13]、後遺症が残ることがある。[14]

## 引用・文献
1. ↑  http://medical.radionikkei.jp/kansenshotoday_pdf/kansenshotoday-180606.pdf
2. ↑  INFECTION FRONT, 2011;22: 33-35.
3. ↑  新里祐一，他. 発症後 8 時間後に窒息に至った急性喉頭蓋炎の1例．耳鼻と臨床，2018;62:171-175.
4. ↑  Khilanani U, et al: Am J Med Sci 287:65, 1984
5. ↑  https://www.nejm.org/doi/full/10.1056/NEJMicm1009990
6. 1 2 3  Frantz TD, et al.  Acute epiglottitis in adults: Analysis of 129 cases. JAMA. 1994;272(17):1358-60.
7. ↑  http://ops.umin.ac.jp/ops/paper/051215aeml_data/pre98_11_3.html
8. ↑  医療係争事例から学ぶ 54; 日医雑誌 138;9:1798-9.
9. ↑  Rothrock et al. Ann Emerg Med 1990;19:978-982.
10. ↑  Ducic et al. Ann Emerg Med 1997;30:1-6.
11. ↑  Fujiwara T, et al. Diagnostic accuracy of lateral neck radiography in ruling out supraglottitis: a prospective observational study. Emerg Med J, 2015;32:348-352.
12. ↑  Kimura Y, et al. Association Between Systemic Corticosteroid Use and Mortality in Patients with Epiglottitis. Laryngoscope. 2022 Mar 19. Online ahead of print.
13. ↑  急性喉頭蓋炎を風邪と診断して死亡に至った例.  判例時報 1224号96-104.
14. ↑  「急性喉頭蓋炎の患者が低酸素脳症から重度後遺症。最初に診療した個人経営の病院及び転送先の県立病院に対して、定期金賠償を含む損害賠償の支払いを命じた判決」平成16年1月21日大阪地裁判決（判例時報1907号85頁）

## 関連事項
- レミエール症候群
- 亜急性甲状腺炎
- 咽頭後壁膿瘍
- 扁桃周囲膿瘍-「熱いジャガイモが口に入っているような」声（"hot potato" voice）がみられる
- 口底蜂窩織炎(Ludvig's angina)
- ジョージ・ワシントン - 急性喉頭蓋炎で亡くなったとの説がある。